# 간나미역
간나미역(일본어: 函南駅、かんなみえき 간나미에키[*])은 일본 시즈오카현 다가타군 간나미정에 있는 도카이 여객철도 도카이도 본선의 철도역이다.

## 개요
간나미 정의 동북쪽으로 위치하여 간나미 정의 중심부로부터 떨어져 있는 장소에 위치하고 있다. 단나 터널의 서쪽 출구에 있으며, 터널이 관통된 1934년 12월에 개업했다.
도카이 여객철도 관내의 도카이도 본선 최동단에 위치하며 여객열차, 화물열차를 막론하고 열차 편수가 많기 때문에 다이어그램 혼란 시에는 운전정리가 필요하게 된다. 때문에 운전업무를 취급하는 준운전취급역으로 되어있다. 또, 역무원이 종일 배치되어 있는 직영역이지만, 역장이 배치되지 않았기 때문에 미시마역에서 관리를 하고 있다(역원 배치 간이역).
현재 보통 열차만 정차한다. 과거에는 1996년 3월에 도카이 호가 급행에서 특급으로 격상되기 전까지 정차하였다.
2008년 3월부터는 TOICA를 사용할 수 있게 되어, IC 카드로 시즈오카 방면으로는 승차할 수 있게 되었다. 하지만 아타미 역까지로 IC 카드는 사용 불가능하다. 또, IC 카드 대응의 자동 발매기는 없으므로 자기승차권 발매 시에는 IC 카드를 이용할 수 없다.
역사는 구내의 남측에 위치하고 있으며, 개업 초기부터 사용된 목조 건축물을 사용하고 있었다. 현재는 리모델링을 실시하여 역사의 내외부가 말끔하게 정리되어 있다. 역사 내에는 미도리노마도구치나 자동발매기, TOICA 충전기, 대합실, 키오스크가 설치되어 있으며, 개찰에는 무단승차 방지문과 센서가 생략된 간이형 자동 개찰기를 도입하였다.

## 역사
- 1934년 12월 1일 - 일본국유철도 도카이도 본선의 단나 터널 관통, 이설과 함께 개업.
- 1971년 10월 1일 - 화물 취급 폐지.
- 1984년 2월 1일 - 수하물 취급 폐지.
- 1987년 4월 1일 - 일본국유철도 분할 민영화로 도카이 여객철도로 인계.
- 2008년 3월 1일 - TOICA 이용 확대, 공용 개시.

## 승강장
간나미 역은 1면 2선의 섬식 승강장이 있는 지상역으로 승강장이 없는 대피선이 양 방향으로 각각 1선식 설치되어 있으며 또한 보선 차량용 측선이 상행선 북측으로 설치되어 있다.
| 1 | ■ 도카이도 본선 (하행) | 미시마 · 누마즈 · 시즈오카 방면 |
| 2 | ■ 도카이도 본선 (상행) | 아타미 · 요코하마 · 도쿄 방면   |

## 역세권 정보
- 하타케 온천
- 간나미 역전 우체국
- 미시마 간나미 농업협동조합 오타케 지점
- 구와무라 초등학교

## 이용 현황
- 하루 평균 승차 인원의 통계

| 연도   | 2006년 | 2007년 | 2008년 | 2009년 |
| ------ | ------ | ------ | ------ | ------ |
| 승차객 | 2119   | 2131   | 2154   | 2067   |

## 인접 정차역
| 도카이 여객철도 도카이도 본선                 | 도카이 여객철도 도카이도 본선 | 도카이 여객철도 도카이도 본선 |
| --------------------------------------------- | ----------------------------- | ----------------------------- |
| CA00 아타미 구로이소 · 다카사키 · 아타미 방면 | 도카이도 본선 보통            | CA02 미시마 시즈오카 방면     |